# Азис
Васи́л Троя́нов Боя́нов (болг. Васил Троянов Боянов), более известный как Ази́с (болг. Азис) — болгарский певец цыганского происхождения, поющий в жанре чалга. Начал свою карьеру в 1999 году.

## Биография
Васил Боянов родился в Сливене, но вырос в Костинброде и в Софии. Происходит из богатой цыганской семьи; мать относится к цыганской этнической группе кэлдэрары, отец — к эрлия. В 11 лет переехал с семьёй в Германию, где Васил поначалу работал выгульщиком собак. Там он изучал немецкий, там же родилась его сестра Матильда. В Германии он стал пробовать реализовать себя как модель, но ему это не удалось. В модельном агентстве он познакомился с Юлияной Кынчевой, и они стали хорошими друзьями.
Одним из первых состоялось выступление в ансамбле «Рома». В начале 1999 года Васил взял псевдоним Азис — от имени главного героя турецкого фильма, и заключил свой первый контракт с лейблом «Маратон рекърдс». Его первые песни были включены в сборник «DJ Фолкмаратон». Однако для широкой публики Азиса открыл продюсер «Sunny Music» Крум Асанов, к которому он пришёл со своим первым альбомом с цыганскими песнями. Асанов решил дать ему шанс ввиду его цыганского происхождения. Их первый альбом «Нокът» сам Азис охарактеризовал как «полная Боза» (болгарский напиток, похожий на брагу). Популярность принёс их второй альбом — «Мъжете също плачат». К настоящему времени Азис выпустил одиннадцать студийных альбомов.
3 мая 2005 года был избран почётным председателем партии «Политическое движение Евророма», где также возглавил комиссию по культуре. Летом 2005 года был кандидатом в депутаты, но не смог войти в Народное собрание. Является автором большей части образовательной программы партии. По его мнению, родители детей, которые хорошо учатся в школе, должны получать за это деньги, а в классах, где количество болгар составляет не менее 30 %, все должны получать бесплатные учебники и учебные пособия; настоятельно призывает законодателей «Евророма» отказаться от своей зарплаты.
18 мая 2006 года вместе с Марианой Поповой выступил от Болгарии на Конкурсе песни Евровидение 2006 с композицией «Let Me Cry» как бэк-вокалист. В отборочном конкурсе Болгарии не участвовал, поскольку не хотел своим участием вызывать спекуляций по поводу того, что его известность могла подогреть интерес к песне Марианы Поповой.
В 2006 году выпускает автобиографию «Аз, AZIS», написанную в соавторстве с болгарской актрисой, певицей и писательницей Ваней Щеревой.
В 2007 году был номинирован на участие в проекте Болгарского национального телевидения (БНТ) «Великите българи» («Великие болгары»), в котором занял 21-е место среди ста величайших болгар всех времён (и фактически стал вторым из ныне живущих болгар; первым стал футболист Христо Стоичков, занявший 12-е место).
В 2012 году он выпустил трек Сен Тропе и его популярность резко возросла.
В 2015 году принял участие в третьем сезоне болгарского шоу «Като две капки вода», болгарской версии шоу «Один в один».

### Личная жизнь
Азис — открытый бисексуал.
5 августа 2007 года у Азиса рождается дочь Рая Василева Боянова. Мать девочки — его давняя подруга фолк-певица Гала.

## Дискография
- 1999 — «Болка»
- 2000 — «Мъжете също плачат»
- 2001 — «Сълзи»
- 2002 — «Азис»
- 2003 — «На Голо»
- 2003 — «Целувай ме»
- 2003 — «The Best»
- 2004 — «Кралят»
- 2004 — «Together» (Азис и Деси Слава)
- 2005 — «Азис 2005»
- 2005 — «Дуети»
- 2006 — «Дива»
- 2007 — «The Best 2»
- 2011 — «Гадна порода»
- 2014 — «Azis 2014»

## Награды
- Ежегодная премия журнала «Нов фолк» — Награда на Национален Музикален Център (НМЦ) и «Нов фолк» за най-хитов певец 2000
- Ежегодная премия журнала «Нов фолк» — Оригинално медийно присъствие 2001
- Ежегодная премия журнала «Нов фолк» — Награда на НМЦ и «Нов фолк» за най-продаван албум «Сълзи» 2001
- Ежегодная премия журнала «Нов фолк» — Оригинално сценично присъствие 2002
- Ежегодная премия журнала «Нов фолк» — Оригинално медийно присъствие 2002
- Ежегодная премия журнала «Нов фолк» — Певец на годината 2002
- Ежегодная премия журнала «Нов фолк» — Награда на НМЦ и «Нов фолк» за най-продаван албум 2002
- Ежегодная премия журнала «Нов фолк» — Оригинално медийно присъствие 2003
- Ежегодная премия журнала «Нов фолк» — Певец на годината 2003
- Ежегодная премия журнала «Нов фолк» — Изключителни постижения 2003
- Ежегодная премия журнала «Нов фолк» — Награда на НМЦ и «Нов фолк» за най-продаван албум «На голо» 2003
- Ежегодная премия журнала «Нов фолк» — Оригинално сценично присъствие 2004
- Ежегодная премия журнала «Нов фолк» — Певец на годината 2004
- Ежегодная премия журнала «Нов фолк» — Оригинално сценично присъствие 2005
- Ежегодная премия журнала «Нов фолк» — Видеоклип на годината «Не знаеш» — Малина и Азис 2005
- Ежегодная премия журнала «Нов фолк» — Певец на годината 2005
- Ежегодная премия журнала «Нов фолк» — Награда на «Дима стил» за ексцентричност и експериментаторски дух 2005
- Ежегодная премия журнала «Нов фолк» — Награда на GSM Ревю за рингтон на годината «Обречи ме на любов» 2005
- Ежегодная премия журнала «Нов фолк» — Оригинално медийно присъствие 2007
- Ежегодная премия журнала «Нов фолк» — Оригинално медийно присъствие 2008
- Ежегодная премия журнала «Нов фолк» — Певец на годината 2011

## Популярность в России
Азис стал широко известен в России только в 2011 году. Тогда в Рунете начал активно распространяться его клип на песню «Мразиш» (болг. Ненавидишь). Этому клипу был посвящён один из скетчей Руслана Белого в шоу «Comedy Club»; текст скетча Азис посчитал оскорбительным, и в сентябре 2011 года вышел клип «Хоп» с обильным использованием российской и советской символики. Не останавливаясь на этом, певец разместил в интернете обращение, в котором на русском языке обратился к россиянам с призывом к толерантности, отметив, что сам он никогда не затрагивал ни в каких в плохих аспектах Россию и русский народ, и отдельно подчеркнул тот факт, что никогда не позволял себе никаких оскорблений ни в чей адрес.